# Sida corrugata
Sida corrugata är en malvaväxtart som beskrevs av John Lindley. Sida corrugata ingår i släktet sammetsmalvor, och familjen malvaväxter.

## Underarter
Arten delas in i följande underarter:
- S. c. angustifolia
- S. c. ovata